# Vivero y rosaleda Paul Croix
El Vivero y rosaleda Paul Croix ( en francés: Pépinière et Roseraie Paul Croix) es un vivero dedicado a la creación de nuevas variedades de rosas, arboreto y jardín botánico de 5 hectáreas de extensión, de propiedad privada, en Bourg-Argental, Francia.
Este jardín está catalogado como jardín notable « Jardin Remarquable de France» desde el 2010.
Este jardín botánico alberga unos 20 Árboles notables de Francia « "Arbre remarquable de France"».

## Localización
Pépinière et Roseraie Paul Croix 2 bd d'Almandet, Bourg-Argental CP 42220, Loire, Rhône-Alpes, France-Francia.
Planos y vistas satelitales, 45°17′47.66″N 4°33′35.31″E / 45.2965722, 4.5598083
Es visitable en los meses cálidos del año.

## Historia
Verdadero sitio histórico, este vivero se encuentra entre los más antiguos de Francia. En el lugar se puede descubrir un verdadero museo al aire libre, continuando la labor iniciada en 1819 por Adrien Sénéclauze.
Adrien Sénéclauze, fue un horticultor miembro de la sociedad científica encargada por orden de Luis XVIII para reforestar los montes del Lyonnais y macizo del Pilat entonces prácticamente desarbolados.
Introdujo el pino estadounidense Douglas y otros especímenes de México. Su establecimiento obtiene numerosas distinciones por la  riqueza de sus colecciones. Especialista es especies resinosas, escribió varios libros y comunicó los resultados de su trabajo en varias academias reales.
Muchos vivereristas tomarán el relevo, Elie Seguenot, Pierre Sybille y en 1956 Paul Croix.
Paul Croix era hijo de François Croix, nacido en un vivero en la familia Savigneux cerca de Montbrison en 1924. La condena de este joven en la elección de la profesión a seguir se expresa a partir de su décimo cumpleaños.
A los 14 años, se interesó en la fertilización de las rosas y entró en la escuela de horticultura Ecully, cerca de Lyon con la esperanza de continuar más tarde en Versalles. Por desgracia, la guerra modifica profundamente sus proyectos. Hasta 1951 se ocupa en el negocio familiar de su padre.
En 1955 se casó con Jeanne Marc y en 1956 se trasladó a Bourg Argental. El año de su instalación marcará un inicio triunfal como obtentor de rosas con la creación de la Rosa 'Astrea' la cual va a ganar el título de "más hermosa rosa en Francia".
En 1957 sus rosas adornan los salones del Palacio del Elíseo. En los años 60, la rosa "aventure" parte a la conquista de los jardines americanos y proporciona su 2000ª protección de las patentes de creador de plantas en Washington. Pronto Paul Croix será conocido en todo el mundo por sus creaciones y los precios obtenidos.
Paul Croix ha desarrollado más de 200 variedades de rosas estando considerado como un gran rosalista francés. Este "escultor de sueños" dejará su huella en cada una de sus creaciones para el gran deleite de los aficionados y transmitió esta pasión de la familia a su hija Dominique que ahora le sucedió como jefe del vivero y prosigue la investigación en un Jardín Estudio en Provenza.

## Colecciones botánicas
En este jardín botánico se albergan 4500 variedades de plantas perennes, árboles y arbustos en varios jardines diferentes, a la francesa, a la inglesa, rosaleda:
Entre sus colecciones son de destacar,
- Arboreto con 20 árboles notables (cedro del Líbano, arces japoneses, cryptomerea, magnolias, haya de cobre, el ginkgo biloba, cedro llorón, Quercus hoja de helecho, cedro del Atlas), árboles de alineamiento de paseos (setos, taxus, abedules, acebos), árboles frutales (pequeño huerto variado),
- Arbustos, Azalea mollis centenarios (150 años), camelias, rododendros centenarios (150 años), peonías arborescentes.
- Plantas vivaces, Pachysandra, festuca, iris
- Flores anuales geranium, impatiens, pensamientos
- Rosaleda con una colección de rosas antiguas de jardín de 450 variedades y de rosas modernas de jardín (12000 rosales)

## Árboles notables
Entre los árboles notables se encuentran:
El cedro del Líbano Cedrus libani 'Hybrida deodara' E. CS nacido desde una de las primeras semillas plantadas de esta especie en 1827 y colocado permanentemente en 1830 en el lugar que ocupa en el corazón del vivero.
Este ejemplar mide 9,66 metros de circunferencia, 48 metros de altura y cubrió un área de 1.400 m² antes de la poda de 2011, cuando fueron evacuadas 180 toneladas de madera.